# Campeonato de Polonia de Ciclismo en Ruta

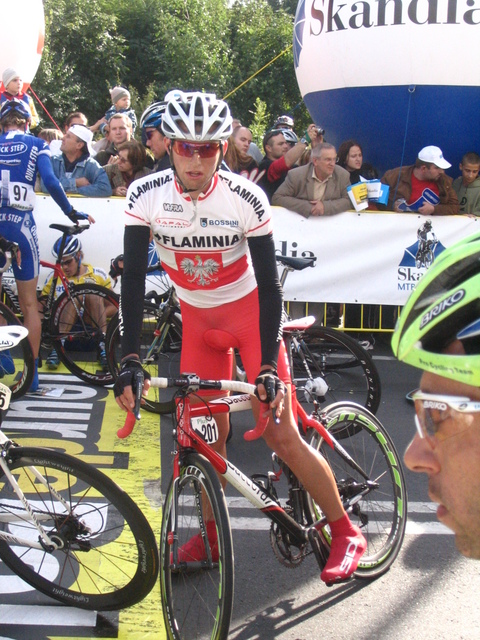
Tomasz Marczynski ganador en 2007 y 2011.

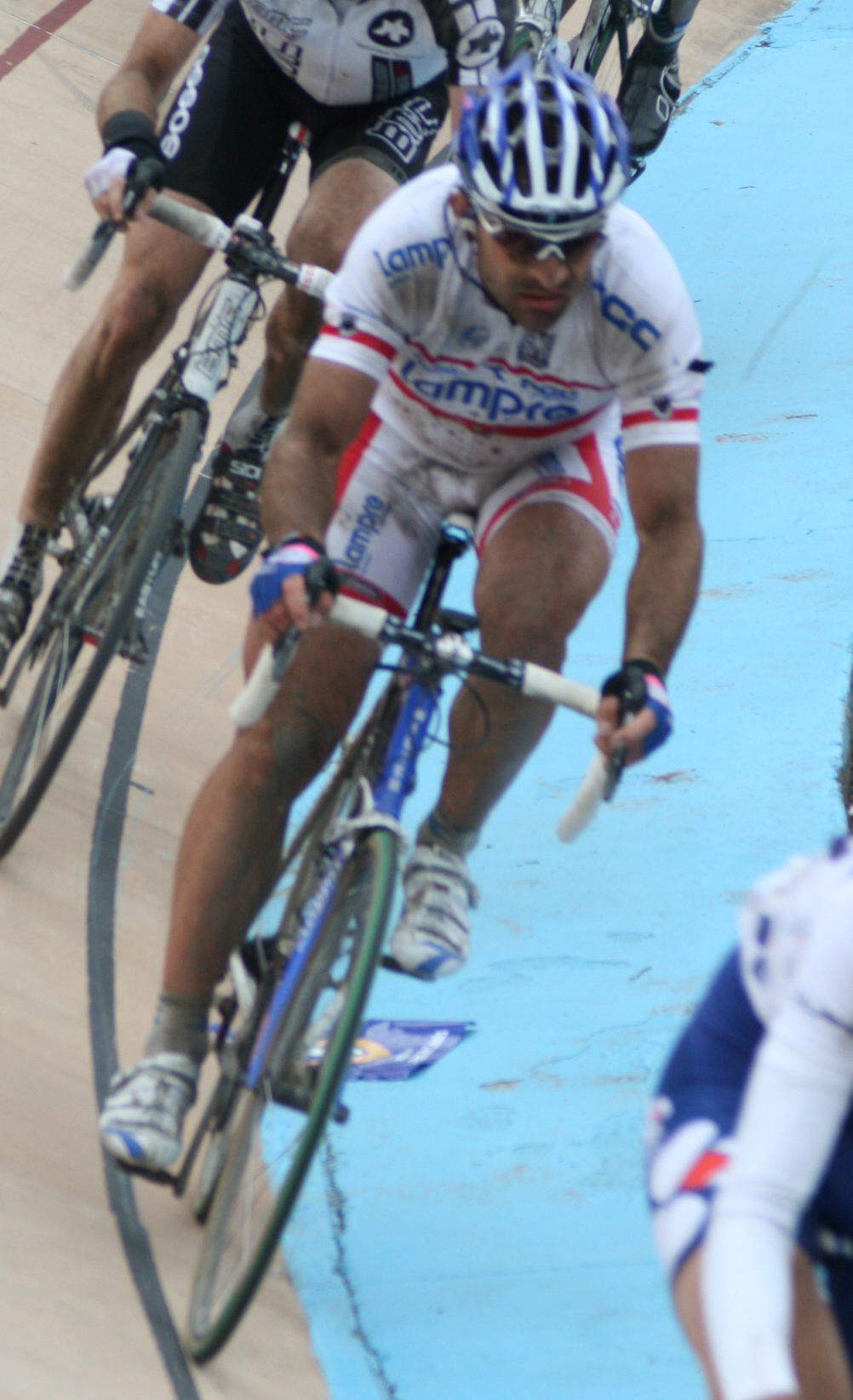
Marcin Sapa campeón en 2008.

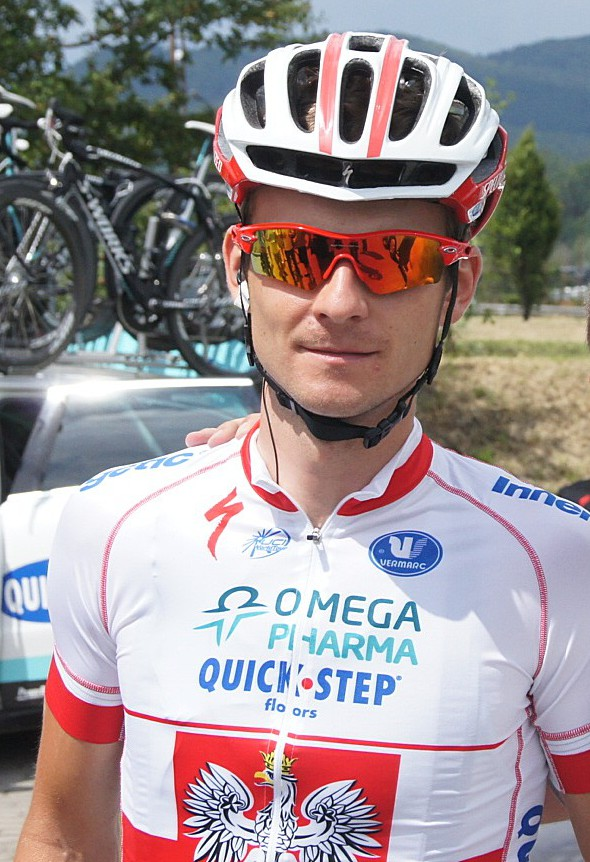
Michał Gołaś campeón en 2012.

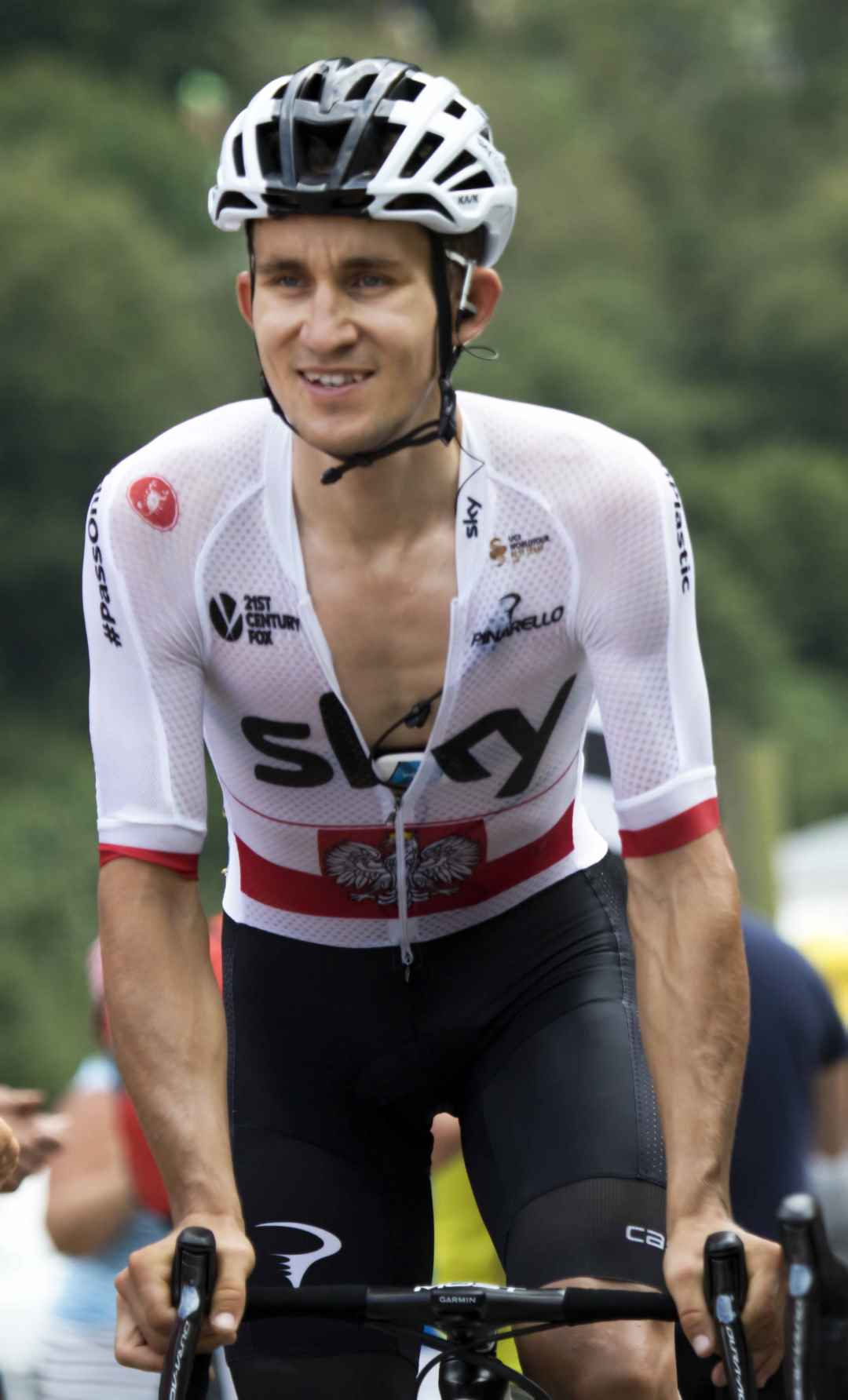
Michał Kwiatkowski campeón en 2013 y 2018.

Los Campeonatos de Polonia de Ciclismo en Ruta se organizan anualmente desde el año 1921 para determinar el campeón ciclista de Polonia de cada año. El título se otorga al vencedor de una única carrera. El vencedor obtiene el derecho a portar un maillot con los colores de la bandera polaca hasta el Campeonato de Polonia del año siguiente.

## Palmarés
| Año  | Campeón               | Segundo               | Tercero               |
| 1919 | Franciszek Zawadzki   | Stanisław Gronczewski | Feliks Kubasiński     |
| 1921 | Józef Lange           | Wiktor Hoechsman      | Henryk Chyłko         |
| 1922 | Wiktor Hoechsman      | Feliks Kubasiński     | Jan Łazarski          |
| 1923 | Wiktor Hoechsman      | Henryk Chyłko         | Izydor Stieglitz      |
| 1924 | Wiktor Hoechsman      | Kazimierz Krzemiński  | Marian Blicharski     |
| 1925 | Mieczysław Lange      | Tadeusz Bartodziejski | Oswald Miller         |
| 1926 | Kazimierz Dusiński    | Tadeusz Bartodziejski | Serafin Ziembicki     |
| 1927 | Jerzy Waliński        | Eugeniusz Michalak    | Feliks Kostrzębski    |
| 1928 | Józef Stefański       | Stanisław Kłosowicz   | Julian Popowski       |
| 1929 | Józef Stefański       | Feliks Więcek         | Wacław Kołodziejczyk  |
| 1930 | Józef Stefański       | Antoni Wlokas         | Stanisław Kłosowicz   |
| 1931 | Józef Stefański       | Stanisław Kłosowicz   | Eugeniusz Targoński   |
| 1932 | Stanisław Kłosowicz   | Wilhelm Dłucik        | Mieczysław Narożny    |
| 1933 | Michał Korsak-Zaleski | Feliks Brymas         | Franciszek Kiełbasa   |
| 1934 | Wiktor Olecki         | Franciszek Kiełbasa   | Ewald Rurański        |
| 1935 | Bolesław Napierała    | Wiktor Olecki         | Franciszek Kiełbasa   |
| 1936 | Stanisław Zieliński   | Wiktor Olecki         | Jan Kluj              |
| 1937 | Stanisław Wasilewski  | Władysław Wandor      | Józef Ignaczak        |
| 1938 | Józef Kapiak          | Mieczysław Kapiak     | Franciszek Kiełbasa   |
| 1939 | Józef Kapiak          | Stanisław Wasilewski  | Mieczysław Kapiak     |
| 1945 | Zygmunt Wiśniewski    | Wacław Wójcik         | Jan Kluj              |
| 1946 | Jan Kluj              | Marian Rzeźnicki      | Tadeusz Gabrych       |
| 1947 | Bolesław Napierała    | Wacław Wójcik         | Kazimierz Bański      |
| 1948 | Lucjan Pietraszewski  | Wacław Wrzesiński     | Marian Rzeźnicki      |
| 1949 | Wacław Wrzesiński     | Henryk Czyż           | Marian Rzeźnicki      |
| 1950 | Wacław Wójcik         | Teofil Sałyga         | Wojciech Królikowski  |
| 1951 | Józef Kapiak          | Władysław Klabiński   | Henryk Czyż           |
| 1952 | Stanisław Królak      | Teofil Sałyga         | Stanisław Świercz     |
| 1953 | Władysław Klabiński   | Stanisław Królak      | Mieczysław Wilczewski |
| 1954 | Tadeusz Drążkowski    | Eligiusz Grabowski    | Stanisław Bedyński    |
| 1955 | Stanisław Królak      | Henryk Hadasik        | Władysław Klabiński   |
| 1956 | Andrzej Trochanowski  | Wacław Wrzesiński     | Henryk Łasak          |
| 1957 | Andrzej Trochanowski  | Janusz Paradowski     | Stanisław Bugalski    |
| 1958 | Bogusław Fornalczyk   | Jerzy Pancek          | Stanisław Królak      |
| 1959 | Janusz Paradowski     | Jan Chtiej            | Henryk Kowalski       |
| 1960 | Jan Kudra             | Mieczysław Wilczewski | Zygmunt Kaczmarczyk   |
| 1961 | Roman Chtiej          | Stanisław Gazda       | Józef Gawliczek       |
| 1962 | Jan Kudra             | Kazimierz Domański    | Jan Ścibiorek         |
| 1963 | Roman Chtiej          | Adam Gęszka           | Waldemar Słowiński    |
| 1964 | Jan Kudra             | Józef Staroń          | Marian Kegel          |
| 1965 | Józef Staroń          | Marian Forma          | Wojciech Goszczyński  |
| 1966 | Jan Magiera           | Marian Kegel          | Jan Kudra             |
| 1967 | Wojciech Matusiak     | Zenon Czechowski      | Józef Gawliczek       |
| 1968 | Kazimierz Jasinski    | Marian Kegel          | Stanisław Żaczek      |
| 1969 | Ryszard Szurkowski    | Andrzej Kaczmarek     | Zenon Czechowski      |
| 1970 | Zygmunt Hanusik       | Lech Kluj             | Lucjan Lis            |
| 1971 | Edward Barcik         | Stanisław Szozda      | Jan Smyrak            |
| 1972 | Tadeusz Kmieć         | Zbigniew Krzeszowiec  | Zygmunt Hanusik       |
| 1973 | Stanisław Szozda      | Ryszard Szurkowski    | Janusz Kowalski       |
| 1974 | Ryszard Szurkowski    | Stanisław Szozda      | Janusz Kowalski       |
| 1975 | Ryszard Szurkowski    | Wojciech Matusiak     | Stanisław Mikołajczuk |
| 1976 | Jan Brzeźny           | Mieczysław Nowicki    | Ryszard Szurkowski    |
| 1977 | Tadeusz Zawada        | Florian Andrzejewski  | Stanisław Czaja       |
| 1978 | Ryszard Szurkowski    | Jan Brzeźny           | Jan Jankiewicz        |
| 1979 | Ryszard Szurkowski    | Jan Krawczyk          | Jan Faltyn            |
| 1980 | Janusz Pożak          | Tadeusz Wojtas        | Jan Brzeźny           |
| 1981 | Jan Brzeźny           | Józef Szpakowski      | Jan Majchrowski       |
| 1982 | Lech Piasecki         | Jerzy Świnoga         | Sławomir Podwójniak   |
| 1983 | Andrzej Jaskuła       | Tadeusz Piotrowicz    | Adam Zagajewski       |
| 1984 | Lechosław Michalak    | Andrzej Mierzejewski  | Lech Piasecki         |
| 1985 | Andrzej Mierzejewski  | Mieczysław Karłowicz  | Marek Szerszyński     |
| 1986 | Sławomir Krawczyk     | Mieczysław Mazurek    | Roman Rękosiewicz     |
| 1987 | Zdzisław Wrona        | Marian Gołdyn         | Zbigniew Szczepkowski |
| 1988 | Andrzej Mierzejewski  | Zdzisław Wrona        | Andrzej Sypytkowski   |
| 1989 | Joachim Halupczok     | Zbigniew Albin        | Janusz Domin          |
| 1990 | Czesław Rajch         | Sławomir Krawczyk     | Jacek Mickiewicz      |
| 1991 | Marek Leśniewski      | Jerzy Sikora          | Bogdan Jamiński       |
| 1992 | Czesław Rajch         | Andrzej Sypytkowski   | Zbigniew Piątek       |
| 1993 | Marek Leśniewski      | Dariusz Banaszek      | Artur Lemcio          |
| 1994 | Jacek Mickiewicz      | Paweł Niedźwiecki     | Wojciech Drabik       |
| 1995 | Andrzej Sypytkowski   | Grzegorz Rosolinski   | Jacek Mickiewicz      |
| 1996 | Dariusz Wojciechowski | Marek Lesniewski      | Tomasz Kloczko        |
| 1997 | Piotr Wadecki         | Grzegorz Rosolinski   | Artur Krasinski       |
| 1998 | Tomasz Brozyna        | Grzegorz Gwiazdowski  | Cezary Zamana         |
| 1999 | Cezary Zamana         | Piotr Przydział       | Andrzej Sypytkowski   |
| 2000 | Piotr Wadecki         | Zbigniew Piątek       | Dariusz Wojciechowski |
| 2001 | Radoslaw Romanik      | Zbigniew Piątek       | Pawel Niedzwiecki     |
| 2002 | Grzegorz Gronkiewicz  | Krzysztof Jeżowski    | Jaroslav Zarebski     |
| 2003 | Piotr Przydział       | Zbigniew Piątek       | Grzegorz Kwiatkowski  |
| 2004 | Marek Wesoły          | Artur Krzeszowiec     | Krzysztof Jeżowski    |
| 2005 | Adam Wadecki          | Marcin Gebka          | Peter Mazur           |
| 2006 | Mariusz Witecki       | Tomasz Marczynski     | Kazimierz Stafiej     |
| 2007 | Tomasz Marczynski     | Jacek Morajko         | Robert Radosz         |
| 2008 | Marcin Sapa           | Bartłomiej Matysiak   | Maciej Bodnar         |
| 2009 | Krzysztof Jeżowski    | Tomasz Smoleń         | Błażej Janiaczyk      |
| 2010 | Jacek Morajko         | Mariusz Witecki       | Maciej Bodnar         |
| 2011 | Tomasz Marczynski     | Tomasz Smoleń         | Maciej Paterski       |
| 2012 | Michał Gołaś          | Tomasz Smoleń         | Sylwester Janiszewski |
| 2013 | Michał Kwiatkowski    | Adrian Honkisz        | Łukasz Bodnar         |
| 2014 | Bartłomiej Matysiak   | Paweł Franczak        | Michał Podlaski       |
| 2015 | Tomasz Marczynski     | Michał Gołaś          | Paweł Bernas          |
| 2016 | Rafał Majka           | Marek Rutkiewicz      | Sylwester Janiszewski |
| 2017 | Adrian Kurek          | Marek Rutkiewicz      | Emanuel Piaskowy      |
| 2018 | Michał Kwiatkowski    | Maciej Bodnar         | Łukasz Owsian         |
| 2019 | Michał Paluta         | Paweł Cieślik         | Mateusz Taciak        |
| 2020 | Stanisław Aniołkowski | Szymon Sajnok         | Paweł Franczak        |
| 2021 | Maciej Paterski       | Alan Banaszek         | Łukasz Owsian         |
| 2022 | Norbert Banaszek      | Szymon Rekita         | Łukasz Owsian         |
| 2023 | Alan Banaszek         | Filip Maciejuk        | Marcin Budziński      |
| 2024 | Norbert Banaszek      | Bartosz Rudyk         | Patryk Stosz          |
| 2025 | Rafał Majka           | Paweł Bernas          | Mateusz Gajdulewicz   |